# Faverolles allemande
Pour les articles homonymes, voir Faverolles.
La faverolles allemande, anciennement faverolles foncée est une race de poule domestique issue d'une sélection divergente de la faverolles qui est une race française.

## Description
C'est une volaille pleine de tempérament, pentadactyle, avec corps plein, large, sans lourdeur, à l'ossature fine, au port mi-haut, à l'emplumage abondant, à la barbe pleine, et aux tarses emplumés. Cette race est très familière.
Elle pond ~ 150 œufs par an.

## Origine
Depuis 1912, cette appellation est utilisée pour la sélection allemande de la faverolles française. 
La naine a été créée en Allemagne, exposée pour la première fois en 1929.

## Standard
- Crête : simple.
- Oreillons : dissimulés par la barbe.
- Couleur des yeux : orange à rouge.
- Couleur de la peau : blanche.
- Couleur des tarses : couleur chair.
- Variétés de plumage pour la grande race : saumoné rouge, blanc, blanc herminé noir.
- Variétés de plumage pour la naine : saumoné rouge, blanc, noir, blanc herminé noir.

Grande race :
- Masse idéale : coq : 3 à 4 kg ; poule : 2,5 à 3,25 kg.
- œufs à couver : min. 55 g, coquille jaune clair à brune.

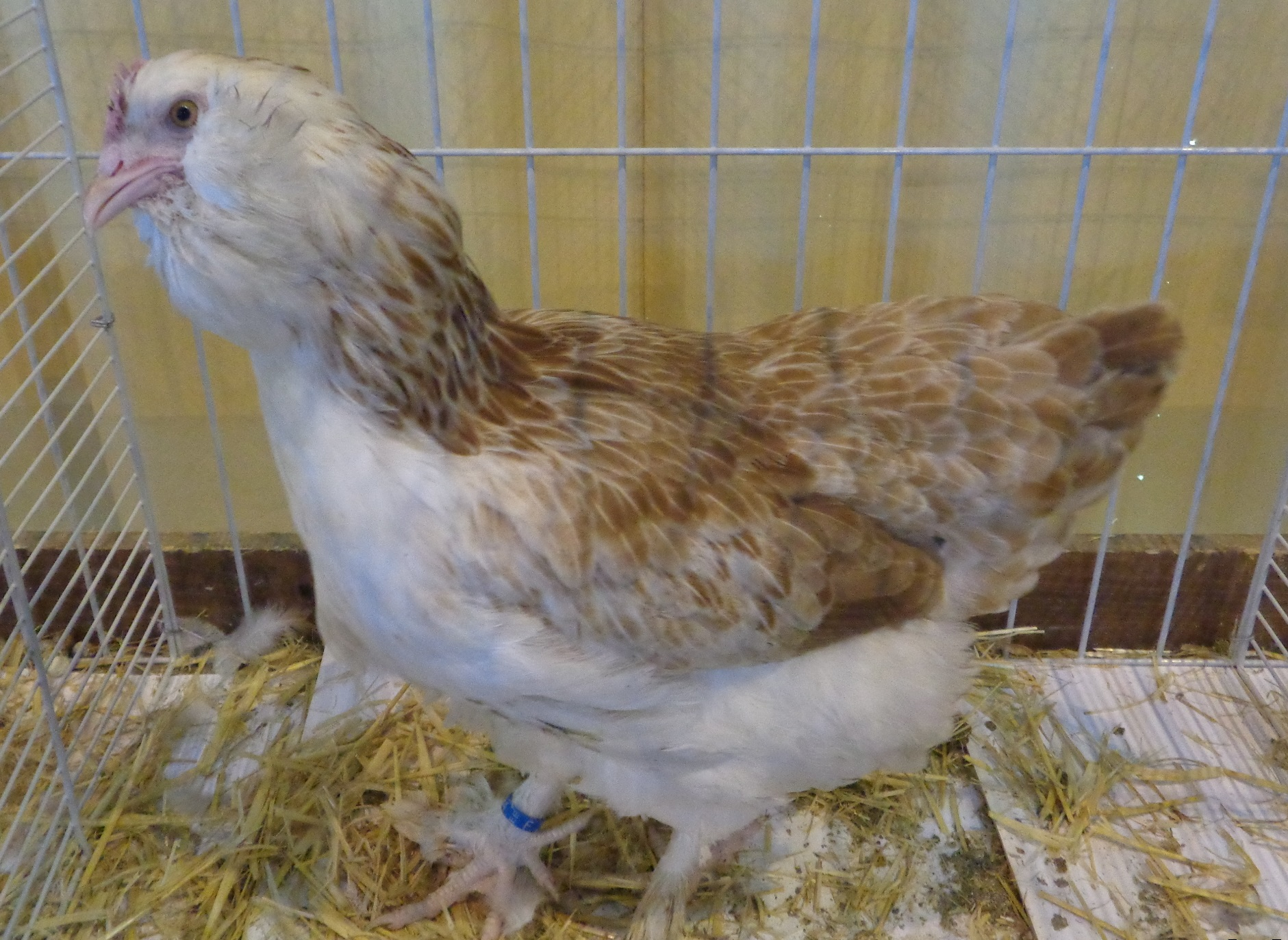
Poule Faverolles Allemande saumoné (grande race)

- Diamètre des bagues : Coq : 24 mm ; Poule : 22 mm.

Naine:
- Poule Faverolles Allemande saumoné (grande race)Masse idéale : coq : 1 300 g ; poule : 1 000 g.
- Œufs à couver : min. 40 g, coquille jaunâtre.
- Diamètre des bagues : Coq : 16 mm ; Poule : 15 mm.

## Galerie de photos

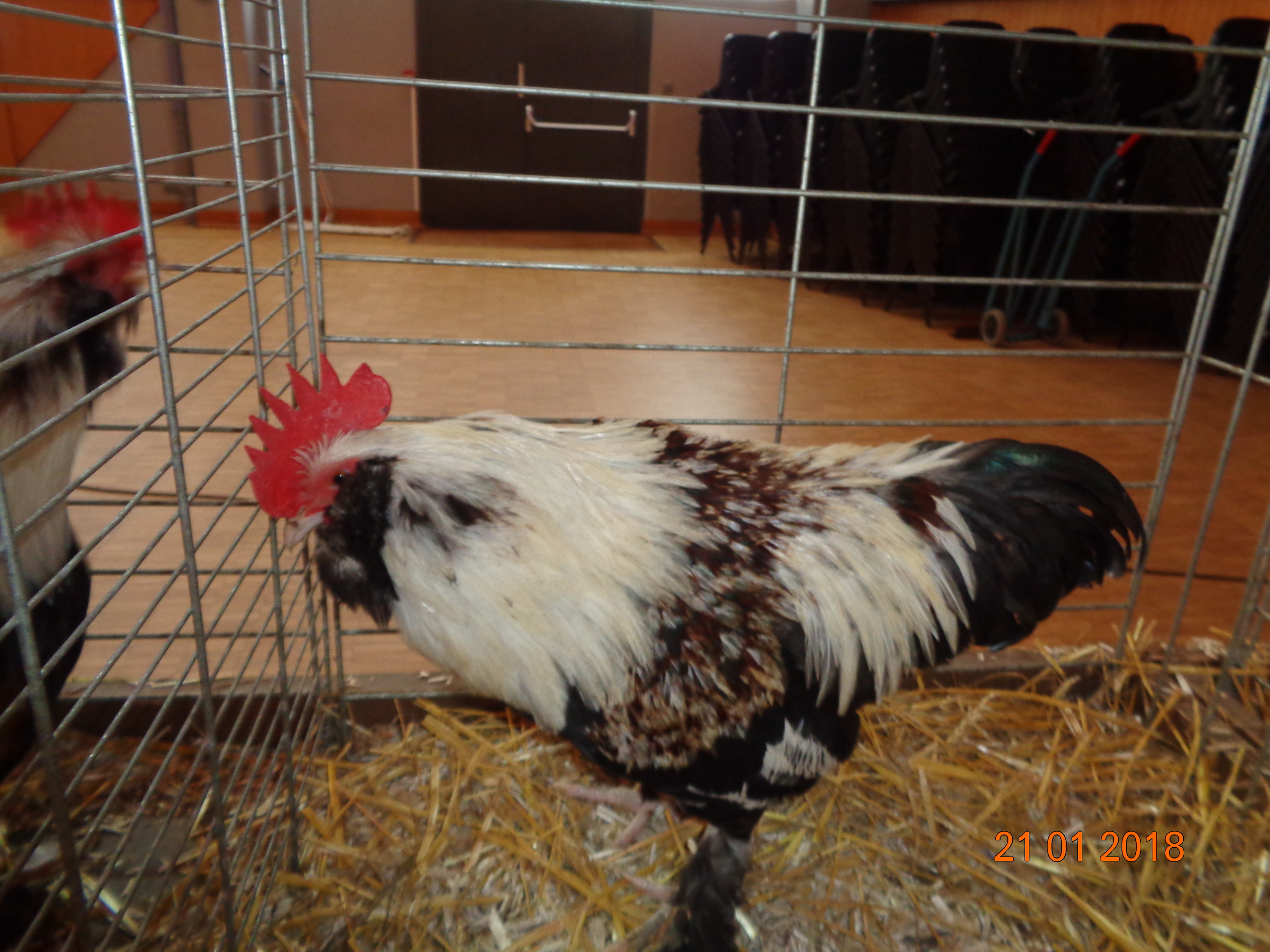
Coq Faverolles Allemande nain saumoné
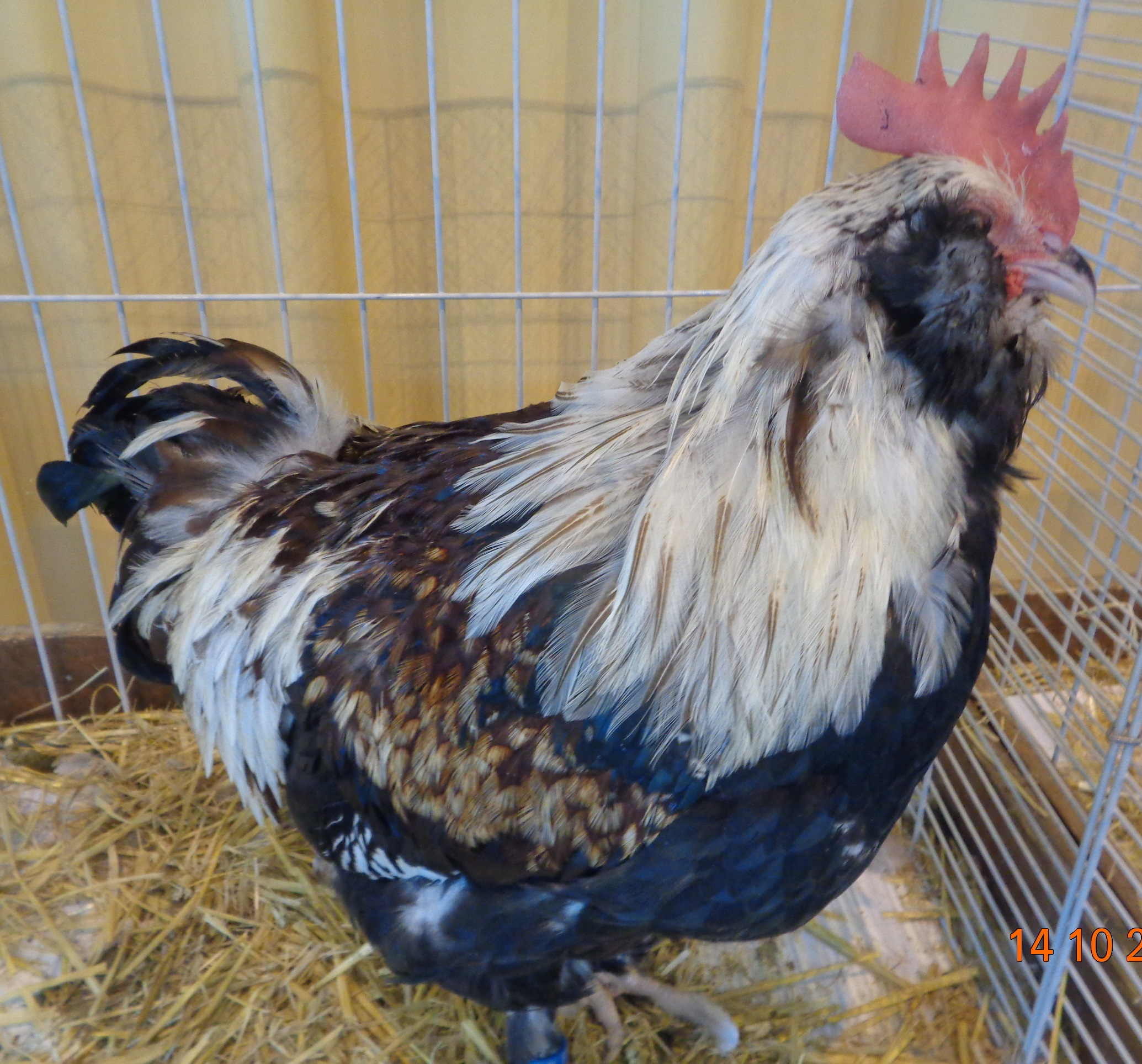
Coq Faverolles Allemande saumoné (grande race)
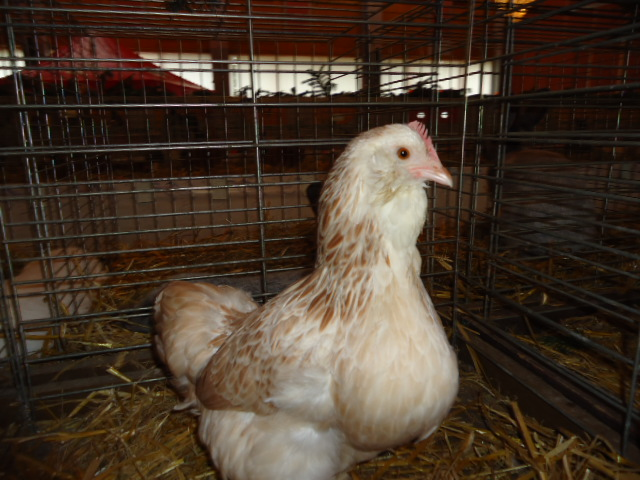
Poule Faverolles Allemande nainesaumoné

## Club officiel
- Houdan-Faverolles Club de France, Ajoncourt.

## Sources
- Le Standard officiel des volailles (Poules, oies, dindons, canards et pintades), édité par la SCAF.